# 呂昌
呂昌（1413年—？），字好隆，浙江紹興府新昌縣人，民籍。明朝政治人物。進士出身。

## 生平
浙江鄉試第三十六名。正統七年（1442年）壬戌科會試第一百一十名，殿試登進士第三甲第二十一名。

## 家族
曾祖呂子華。祖父呂宗學。父亲呂存正。